# Racing Club de Cannes 2021-2022
Questa voce raccoglie le informazioni riguardanti il Racing Club de Cannes nelle competizioni ufficiali della stagione 2021-2022.

## Organigramma societario
Area direttiva
- Presidente: Agostino Pesce

Area tecnica
- Allenatore: Filippo Schiavo
- Allenatore in seconda: Ricardo Lugli

## Rosa
| N° | Nome               | Ruolo | Data di nascita   | Nazionalità sportiva |
| -- | ------------------ | ----- | ----------------- | -------------------- |
| 1  | Claire Felix       | C     | 27 gennaio 1995   | Stati Uniti          |
| 2  | Carly DeHoog       | O     | 14 ottobre 1994   | Stati Uniti          |
| 3  | Juliette Gelin     | L     | 22 novembre 2001  | Francia              |
| 4  | Carli Snyder       | S     | 30 aprile 1996    | Stati Uniti          |
| 5  | Micaya White       | S     | 20 settembre 1998 | Stati Uniti          |
| 6  | Jaalia Winters     | S     | 26 luglio 1997    | Stati Uniti          |
| 7  | Lucile Le Thuc     | P     | 19 settembre 1992 | Francia              |
| 8  | Eva Zatkovič       | S     | 2 agosto 2001     | Slovenia             |
| 9  | Marta Matejko      | S     | 12 dicembre 1998  | Polonia              |
| 10 | Camille Marquet    | S     | 17 maggio 2002    | Francia              |
| 11 | Ana Takagui        | P     | 26 ottobre 1987   | Brasile              |
| 14 | Emeline Bourgagrou | C     | 2 luglio 2004     | Francia              |
| 15 | Bernarda Brčić     | P     | 12 maggio 1991    | Croazia              |
| 16 | Tiziana Veglia     | C     | 13 settembre 1992 | Italia               |
| 17 | Déborah Lafalize   | P     | 8 settembre 1992  | Francia              |
| 18 | Yuliya Miniuk      | C     | 23 maggio 2000    | Bielorussia          |
| 20 | Annaïg Boisard     | L     | 18 ottobre 2000   | Francia              |